# Грузинская Советская Социалистическая Республика
Грузи́нская Сове́тская Социалисти́ческая Респу́блика (груз. საქართველოს საბჭოთა სოციალისტური რესპუბლიკა) — одна из республик Советского Союза, в составе которого находилась с 5 декабря 1936 по 9 апреля (де-факто) или 26 декабря (де-юре) 1991 года.
В 1921—1936 годах официально именовалась Социалистическая Советская Республика Грузия. Была образована 25 февраля 1921 года. С 12 марта 1922 года по 5 декабря 1936 года являлась частью Закавказской Социалистической Федеративной Советской Республики. Единственная и правящая партия — Коммунистическая партия Грузии.
Грузинская Советская Социалистическая Республика была расположена в северо-западной части Закавказья. Соседними республиками были: РСФСР с севера, на востоке и юго-востоке Азербайджанская Советская Социалистическая Республика, на юге Армянская Советская Социалистическая Республика. Также республика имела участок на юго западе, граничащий с Турцией.
14 ноября 1990 года Верховный Совет Грузинской ССР объявил о переходном периоде до восстановления независимой Грузинской Демократической Республики и в связи с этим переименовал республику в Республику Грузия. 31 марта 1991 года был проведён референдум о восстановлении государственной независимости Грузии и по его итогам 9 апреля 1991 года Верховный Совет Грузии во главе с Звиадом Гамсахурдией провозгласил независимость от СССР. Однако до распада СССР Грузия (как и другие республики, за исключением прибалтийских) не признавалась международным сообществом как независимое государство и формально продолжала оставаться частью Советского Союза до 26 декабря 1991 года.

## Административно-территориальное деление
В состав Грузинской Советской Социалистической Республики входили:
- Абхазская Автономная Советская Социалистическая Республика (в период с 31 марта 1921 года по 19 февраля 1931 года называлась Социалистической Советской Республикой Абхазия и находилась с Грузинской ССР в договорных отношениях, пользуясь большей, по сравнению с АССР, автономией)
- Аджарская Автономная Советская Социалистическая Республика (до 5 декабря 1936 года — Автономная Социалистическая Советская Республика Аджаристан)
- Юго-Осетинская автономная область

## История

### Предыстория
После Октябрьской революции в России, 28 ноября 1917 года в Тбилиси был создан Закавказский комиссариат во главе с меньшевиками. Он проводил политику сепаратизма от Советской России. В феврале 1918 Закавказским комиссариатом создан новый орган государственной власти — Закавказский сейм, объявивший Закавказскую демократическую федеративную республику, которая распалась уже 26 мая (8 июня) 1918 на три новых государства: Грузинская Демократическая Республика, Азербайджанская Демократическая Республика, Республика Армении.
7 мая 1920 года Грузинская Демократическая Республика заключила договор с РСФСР, по которому со стороны России де-юре признавалась независимость Грузии, а также входящими в её состав часть Черноморской губернии (от Чёрного моря по реке Псоу до горы Ахахча), Тифлисскую и Кутаисскую губернии, Батумскую область, Закатальский и Сухумский округа бывшей Российской империи. В обмен меньшевики формально пообещали не давать убежища представителям любых сил, враждебных Советской России.

### Установление советской власти
В ночь на 12 февраля 1921 в Борчалинском и Ахалкалакском уездах Грузии местные коммунисты подняли восстание. Большевиками были заняты Гори, Душети и весь Борчалинский уезд. 16 февраля 1921 в Шулавери Революционный комитет Грузии во главе с председателем Ф. И. Махарадзе, А. А. Гегечкори, В. Е. Квирквелия и др. провозгласил «Грузинскую советскую республику» и обратился с просьбой о военной помощи к правительству РСФСР. 
С 18 по 25 февраля 1921 года за Тифлис шли ожесточённые бои между частями Красной армии и войсками Грузинской демократической республики. Только после упорных боёв, 25 февраля 1921 года, части Красной армии вошли в Тифлис, который был оставлен грузинскими войсками накануне1. Организованное сопротивление вооружённых сил Грузии прекратилось, и советская власть была провозглашена в столице и по всей стране.
Грузинское меньшевистское правительство переместилось в освобождённый от турецких войск Батуми, а затем 18 марта 1921 года эвакуировалось морем во Францию6.
2 марта 1922 года принята первая конституция Грузинской ССР.
4 марта 1921 года Военным Советом одной из дивизий Красной армии РСФСР Советская власть была установлена в Сухуми, была образована независимая Социалистическая Советская Республика Абхазии.
5 марта войсками Красной армии РСФСР Советская власть установлена в Цхинвали.
16 марта 1921 года в Москве РСФСР и Турция подписали договор, по которому Турция отказывалась от Батуми и северной части Аджарии. Согласно договору, Аджария признана частью ССР Грузии.

### Грузия в составе ЗСФСР

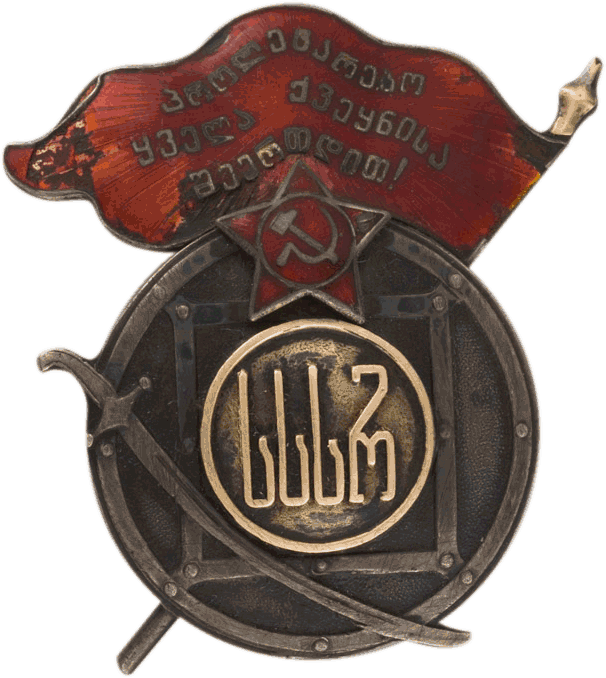
Орден Красного Знамени Грузинской ССР 1923 год

16 декабря 1921 г. ССР Абхазия и ССР Грузия подписали Союзный договор, согласно которому Абхазия на договорных началах входила в состав ССР Грузии.
С 12 марта 1922 Грузия входила в состав Федеративного Союза Социалистических Советских Республик Закавказья (ФСССРЗ), который 13 декабря 1922 был преобразован в Закавказскую федерацию.
30 декабря 1922 ЗСФСР с РСФСР, БССР и УССР объединились в Союз ССР.
Среди руководства СССР грузины играли огромную роль. Среди наиболее известных грузинских политических деятелей — И. В. Сталин, Л. П. Берия, Г. К. Орджоникидзе и др.
19 февраля 1931 Абхазская ССР в составе Грузинской ССР была преобразована в автономную республику Грузии.
15 марта 1935 года за выдающиеся успехи, достигнутые трудящимися республики в области сельского хозяйства и промышленности, Грузинская ССР награждена орденом Ленина.

### Грузия в составе СССР

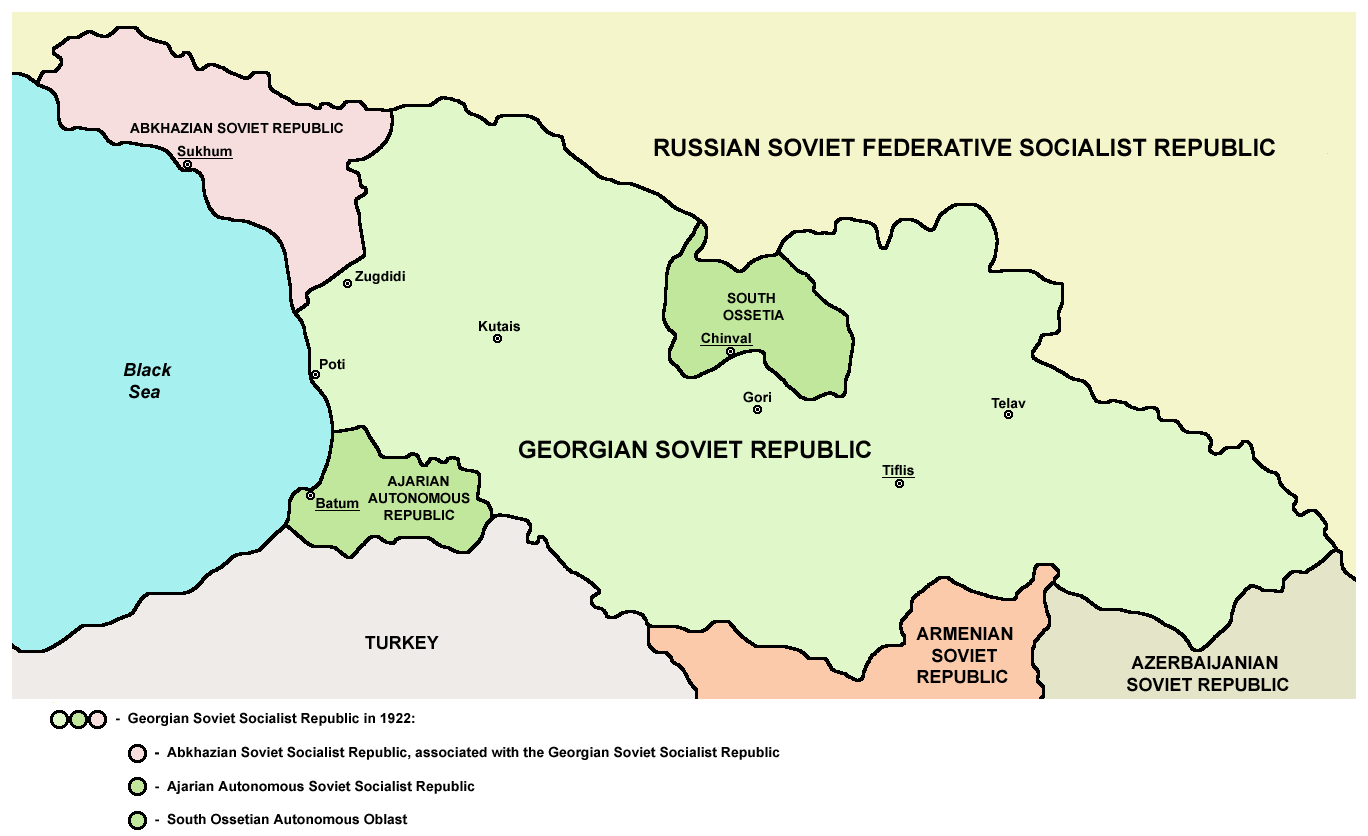
ССР Грузия (1922)

По новой Конституции СССР 1936 года Грузинская ССР, Армянская ССР и Азербайджанская ССР вошли в состав СССР как самостоятельные союзные республики. Закавказская федерация была упразднена.

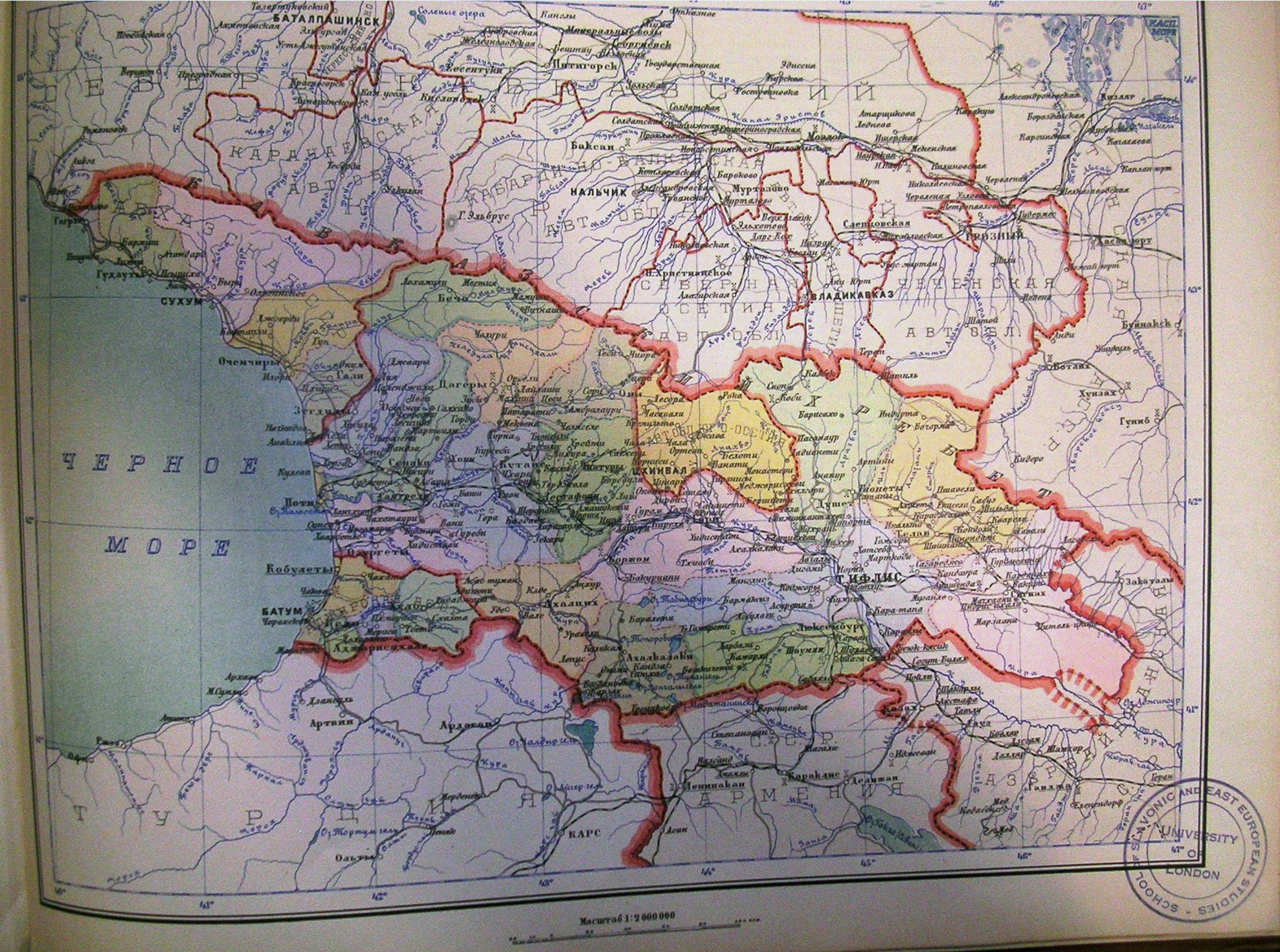
Грузинская ССР в 1928 году.

Во время Великой Отечественной войны народы Грузинской ССР встали на защиту Родины. В войне участвовало около 700 тысяч уроженцев Грузии, что составляло 1/5 населения республики. 137 граждан, проживавших в Грузинской ССР, за боевые подвиги были удостоены звания Героя Советского Союза. Свыше 240 тысяч были награждены орденами и медалями.
Летом 1942 немецкие войска вышли к предгорьям Главного Кавказского хребта и попытались прорваться в Абхазскую АССР. 15 августа 1942 года части 1-й горнопехотной дивизии «Эдельвейс» атаковали батальон 815-го стрелкового полка 344-й стрелковой дивизии Красной Армии и 18 августа овладели Клухорским горным перевалом (2781 м над уровнем моря) на Военно-Сухумской дороге и спустились в Абхазию на 12 км (до ущелья Клыч). Бои были за Марухский и другие перевалы. В январе 1943 года, с переходом советских частей в общее наступление противник оттянул свои части с перевалов на север.
В марте 1944 года после депортации чеченцев, ингушей и карачаевцев в состав Грузинской ССР были переданы из РСФСР следующие территории расформированных автономий:
- Итум-Калинский район (село Итум-Кали было переименовано в Ахалхеви), западная часть Шароевского района, южная часть Галанчожского и Галашкинского районов из бывшей Чечено-Ингушской АССР вошли в состав образованного Ахалхевского района Грузинской ССР, а южная часть Пригородного района бывшей ЧИАССР, а также юго-восточная часть Гизельдонского района Северо-Осетинской АССР вошли в состав Казбегского района Грузинской ССР. Все вышеуказанные территории были возвращены в РСФСР в 1957 году при восстановлении ЧИАССР (кроме переданных Северной Осетии).
- Микояновский (город Микоян-Шахар был переименован в Клухори) и Учкуланский районы из состава бывшей Карачаевской автономной области, а также южные части Эльбрусского и Нагорного районов Кабардино-Балкарской АССР — был образован Клухорский район Грузинской ССР. 14 марта 1955 года Указом Президиума ВС СССР Клухорский район был передан в состав Ставропольского края РСФСР.

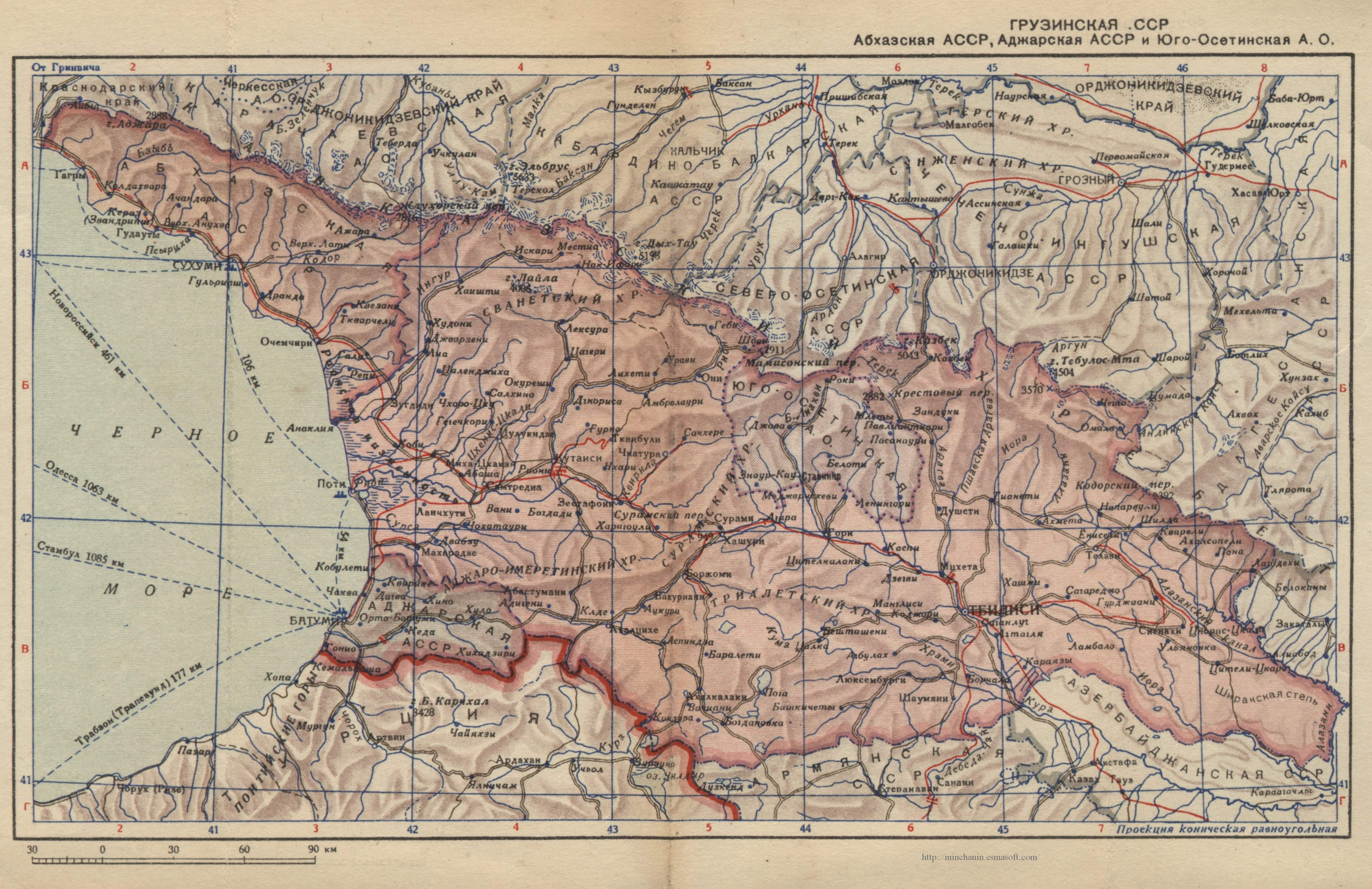
Грузинская ССР (1939)

В 1944 из Грузинской ССР были выселены турки-месхетинцы, курды, хемшилы и греки.
В ноябре 1951 года органами государственной безопасности было начато мингрельское дело, направленное против Лаврентия Берии.

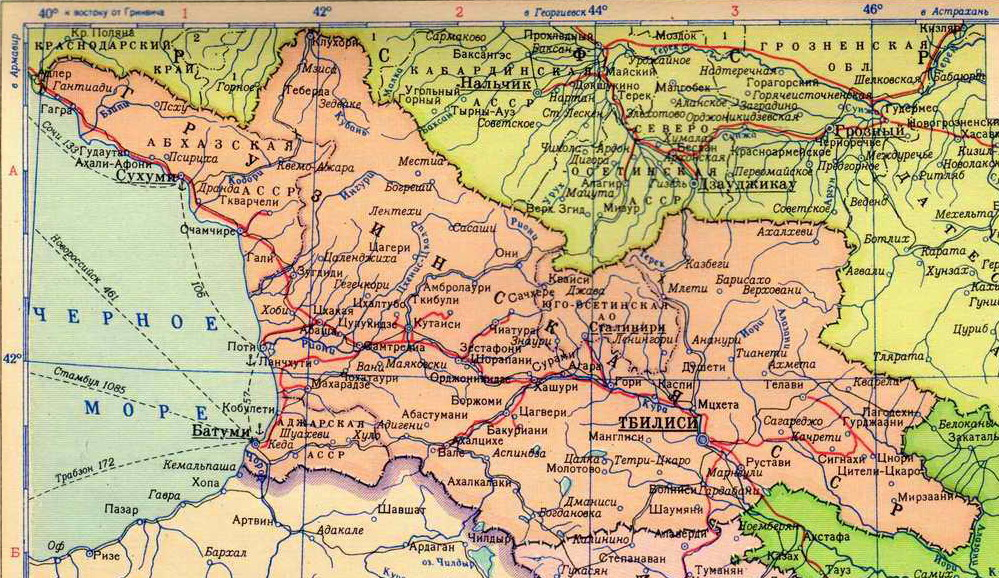
Грузинская ССР (1954)

В марте 1956 года в Тбилиси прошли массовые митинги и демонстрации, вызванные выступлением на XX съезде КПСС Н. С. Хрущёва с докладом, разоблачавшим И. В. Сталина. При подавлении выступлений были жертвы.
В декабре 1965 года за большие успехи, достигнутые трудящимися в развитии народного хозяйства и культурного строительства, Грузинская ССР была награждена вторым орденом Ленина.
В сентябре 1972 года В. П. Мжаванадзе, с 1953 года занимавший пост первого секретаря ЦК КП Грузии, был снят с должности по обвинению в коррупции. Его преемником стал Э. А. Шеварднадзе.
Отмечают, что в советское время уровень жизни в Грузии был значительно выше общесоюзного, в частности по причине того, что будучи слабоиндустриализированной она получала высокие доходы благодаря искусственно поднятым для неё отпускным ценам на сельхозпродукцию. В одном из своих интервью Эдуард Шеварднадзе назвал Грузию «оазисом в составе СССР». Профессор советской истории в Тбилисском университете Лаша Бакрадзе отмечал (2013), что советскую эпоху многие граждане Грузии вспоминают как время стабильности и процветания.В 1970-е годы в советской Грузии возникло движение диссидентов во главе с Звиадом Гамсахурдиа и Мерабом Костава.
14 апреля 1978 года в Тбилиси прошли массовые демонстрации протеста против лишения грузинского языка статуса государственного.

### Объявление независимости Грузии
В ночь на 9 апреля 1989 года многотысячный митинг под национально-освободительными лозунгами в центре Тбилиси был жестоко разогнан войсками, в результате чего погибли 21 человек. С этого момента в Грузии происходит резкое усиление антисоветских и националистических настроений. Летом того же года начинаются столкновения между живущими в Сухуми грузинами и абхазскими сепаратистами, в конце ноября извне спровоцирован грузинско-югоосетинский конфликт. 9 марта 1990 года Верховный Совет республики принял постановление «О гарантиях защиты государственного суверенитета Грузии» в котором объявил, что ввод войск Советской России в Грузию в феврале 1921 года и занятие всей её территории являлись «с правовой точки зрения военным вмешательством (интервенцией) и оккупацией с целью свержения существовавшего политического строя» (Грузинской Демократической Республики), "а с политической точки зрения фактической аннексией. Осуждая «оккупацию и фактическую аннексию Грузии Советской Россией как международное преступление», ВС объявил, что стремится к аннулированию последствий нарушения Договора от 7 мая 1920 года для Грузии и к восстановлению прав Грузии, признанных Советской Россией этим договором. Также было объявлено о начале переговоров о восстановлении независимого Грузинского государства, поскольку Договор об образовании СССР, по мнению депутатов, «являлся в отношении Грузии незаконным».

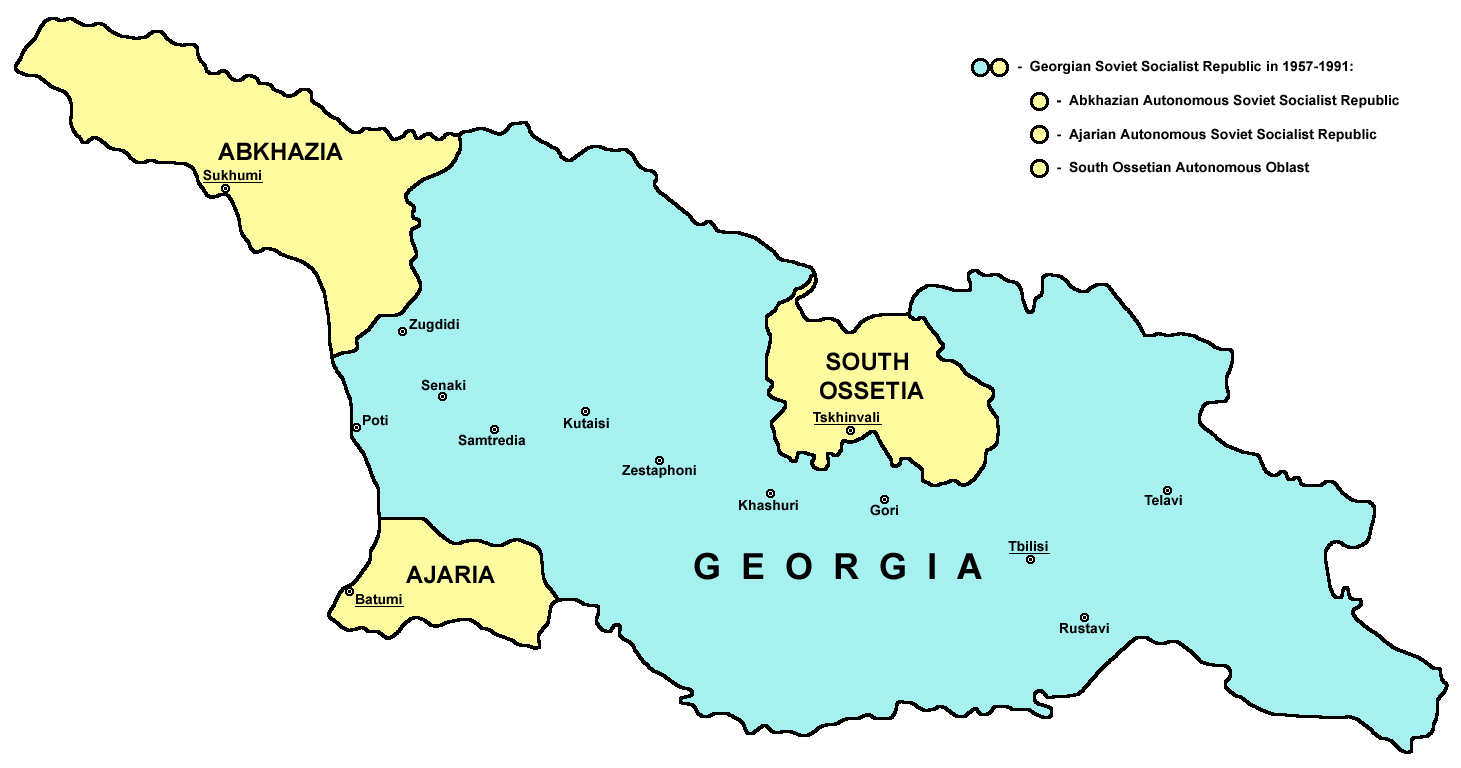
Грузинская ССР (1957—1991)

28 октября проходят выборы в Верховный Совет Грузинской ССР, на которых одерживает победу националистический блок Звиада Гамсахурдиа.
14 ноября 1990 года состоялась сессия Верховного Совета Грузинской ССР, где Звиад Гамсахурдиа был избран председателем Верховного совета. Решением этой сессии был объявлен переходный период до восстановления независимости Грузии (что мог делать только Съезд народных депутатов СССР) и в связи с этим, республика изменила название на «Республика Грузия» (что не соответствовало ст. 71 Конституции СССР). Были приняты в качестве государственных флаг и герб Грузинской демократической республики. Гамсахурдиа был провозглашён курс на унитарное государство без автономий.
17 марта 1991 года в Республике Грузия (Грузинской ССР) было запрещено проводить Всесоюзный референдум «О сохранении СССР». Однако он был проведён в здании обкома партии Юго-Осетинской автономной области, в соответствии с Конституцией СССР.
31 марта 1991 года в Республике Грузия (Грузинской ССР) был проведён не предусмотренный законом СССР от 3 апреля 1990 года «О порядке решения вопросов, связанных с выходом союзной республики из состава СССР» референдум о восстановлении независимости Грузии на основании Акта о независимости от 26 мая 1918 года. Большинство избирателей проголосовало «за».
9 апреля 1991 года на основе результатов референдума Верховный Совет Грузинской ССР принял Акт о восстановлении государственной независимости Грузии как правопреемника Грузинской демократической республики. В акте восстановления независимости было заявлено о наличии юридической силы конституции Грузинской демократической республики от 1921 года. Де-юре Грузия оставалась в составе СССР вплоть до его окончательного распада 26 декабря 1991 года, поскольку не были соблюдены процедуры, предусмотренные Законом СССР «О порядке решения вопросов, связанных с выходом союзной республики из СССР».
21 февраля 1992 года Военный совет Грузии принял решение об отмене Конституции Республики Грузия (Грузинской ССР) 1978 года и переходе к Конституции Демократической Республики Грузия 1921 года.

## Экономика

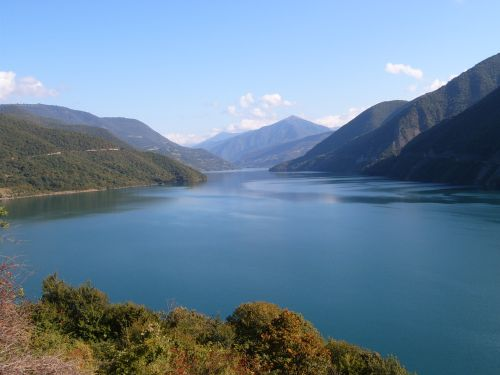
Жинвальское водохранилище на Арагве

Экономика Грузинской ССР являлась частью экономики СССР. Валютой в Грузинской ССР был советский рубль.
В 1928 году в Грузинской ССР работали 183 тысячи рабочих и служащих. До 1970 года это значение возросло до 1 миллиона 490 тысяч человек, из которых в промышленности было занято 385 тысяч жителей. Таким образом, численность трудящегося населения увеличилась более чем в 8 раз. Экономика Грузинской ССР акцентировалось на промышленности и сельском хозяйстве.
Промышленность республики базировалась на богатых минеральных и гидроэнергетических ресурсах, продукции сельского хозяйства. Грузия давала 99 % чая и 95 % цитрусов СССР. Продукцию выпускали электровозостроительный, станкостроительный и авиационный заводы в Тбилиси, металлургический и химический комбинаты в гор. Рустави. Были построены Земо-Авчальская гидростанция, Энгурская гидроэлектростанция, Рионская гидростанция, Сухумская гидроэлектростанция, Читахевская гидроэлектростанция, Ткварчельская и Тбилисская тепловые электростанции. Республика производила до половины мирового производства марганца, который добывался на Чиатурском марганцевом месторождении.
- Производство промышленной продукции по годам

## Население
| Год                              | Численность населения, тыс чел. | городского | сельского | городского (%) | сельского (%) |
| -------------------------------- | ------------------------------- | ---------- | --------- | -------------- | ------------- |
| 1926 (по переписи на 17 декабря) | 2677                            | 594        | 2083      | 22             | 78            |
| 1939 (по переписи на 17 января)  | 3540                            | 1066       | 2474      | 30             | 70            |
| 1959 (по переписи на 15 января)  | 4044                            | 1713       | 2331      | 42             | 58            |
| 1970 (по переписи на январь)     | 4686                            | 2240       | 2446      | 48             | 52            |
| 1979 (по переписи на январь)     | 5015                            | 2608       | 2407      | 52             | 48            |
| 1989 (по переписи на январь)     | 5443                            | 3035       | 2407      | 56             | 44            |

## Руководство
| Портрет | Имя                               | Начало правления | Окончание правления | Должность                                                                                |
| ------- | --------------------------------- | ---------------- | ------------------- | ---------------------------------------------------------------------------------------- |
|         | Иван Дмитриевич Орахелашвили      | май 1920         | апрель 1922         | Ответственный секретарь ЦК КП(б) Грузии                                                  |
|         | Михаил Степанович Окуджава        | апрель 1922      | октябрь 1922        | Ответственный секретарь ЦК КП(б) Грузии                                                  |
|         | Виссарион Виссарионович Ломинадзе | октябрь 1922     | 1924                | Ответственный секретарь ЦК КП(б) Грузии                                                  |
|         | Михаил Иванович Кахиани           | 1924             | 20 ноября 1927      | Ответственный секретарь ЦК КП(б) Грузии                                                  |
|         | Михаил Иванович Кахиани           | 20 ноября 1927   | 6 мая 1930          | Первый секретарь ЦК КП(б) Грузии                                                         |
|         | Леван Давидович Гогоберидзе       | 6 мая 1930       | 20 ноября 1930      | Первый секретарь ЦК КП(б) Грузии                                                         |
|         | Самсон Андреевич Мамулия          | 20 ноября 1930   | 13 октября 1931     | Первый секретарь ЦК КП(б) Грузии                                                         |
|         | Лаврентий Иосифович Картвелишвили | 13 октября 1931  | 14 ноября 1931      | Первый секретарь ЦК КП(б) Грузии                                                         |
|         | Лаврентий Павлович Берия          | 14 ноября 1931   | 31 августа 1938     | Первый секретарь ЦК КП(б) Грузии                                                         |
|         | Кандид Несторович Чарквиани       | 31 августа 1938  | 27 марта 1952       | Первый секретарь ЦК КП(б) Грузии                                                         |
|         | Акакий Иванович Мгеладзе          | 29 марта 1952    | 14 апреля 1953      | Первый секретарь ЦК КП Грузии                                                            |
|         | Александр Иорданович Мирцхулава   | 14 апреля 1953   | 4 сентября 1953     | Первый секретарь ЦК КП Грузии                                                            |
|         | Василий Павлович Мжаванадзе       | 4 сентября 1953  | 28 сентября 1972    | Первый секретарь ЦК КП Грузии                                                            |
|         | Эдуард Амвросиевич Шеварднадзе    | 28 сентября 1972 | 2 июля 1985         | Первый секретарь ЦК КП Грузии                                                            |
|         | Джумбер Ильич Патиашвили          | 6 июля 1985      | 14 апреля 1989      | Первый секретарь ЦК КП Грузии                                                            |
|         | Гиви Григорьевич Гумбаридзе       | 14 апреля 1989   | 17 ноября 1989      | Первый секретарь ЦК КП Грузии                                                            |
|         | Гиви Григорьевич Гумбаридзе       | 17 ноября 1989   | 14 ноября 1990      | Первый секретарь ЦК КП Грузии — Председатель Президиума Верховного Совета Грузинской ССР |
|         | Звиад Константинович Гамсахурдия  | 14 ноября 1990   | 14 апреля 1991      | Председатель Верховного Совета Республики Грузия                                         |
|         | Звиад Константинович Гамсахурдия  | 14 апреля 1991   | 6 января 1992       | Президент Республики Грузия                                                              |

## Наука
Основным научным заведением Грузинской ССР была Академия наук Грузинской ССР, образованная в 1941 году на базе Грузинского филиала АН СССР и ряда научно-исследовательских учреждений, существовавших ранее при Тбилисском государственном университете.

## Культура
В Грузинской ССР активно развивалась кинематография. Из наиболее известных актёров можно отметить Вахтанга Кикабидзе, Серго Закариадзе, Верико Анджапаридзе и многих других. Известны также и грузинские режиссёры, например, Георгий Данелия, Отар Иоселиани, Тенгиз Абуладзе и др.
В Грузинской ССР издавались республиканские газеты «Комунисти» (на грузинском), «Заря Востока» (на русском), «Совет Ҝүрҹүстаны» (на азербайджанском), «Советакан Врастан» (на армянском), Koxә d Mәdinxә (на ассирийском).

## Грузинская ССР в филателии

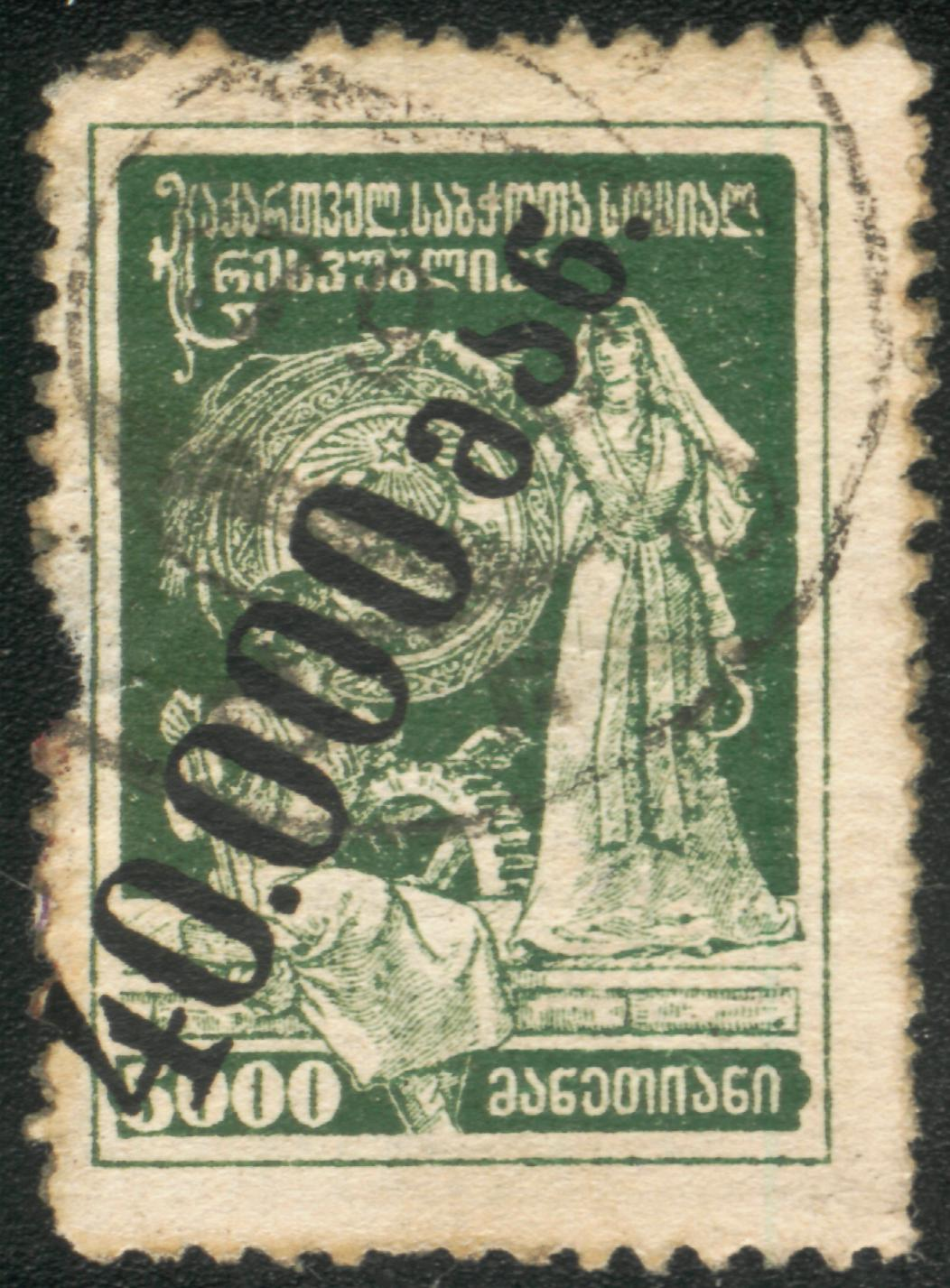
Женщина-символ Грузии в составе ЗСФСР. Марка 1922 года
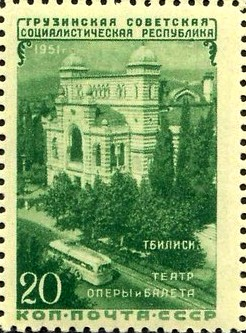
Почтовая марка СССР, 1951 год. 30 лет Грузинской ССР. Тбилиси. Театр оперы и балета
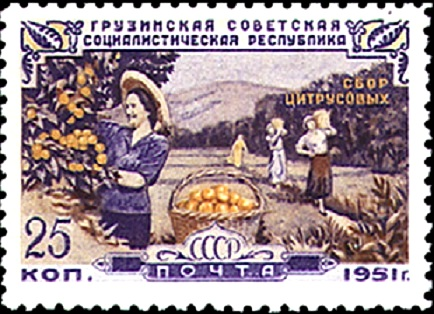
Почтовая марка СССР, 1951 год. 30 лет Грузинской ССР. Сбор цитрусовых
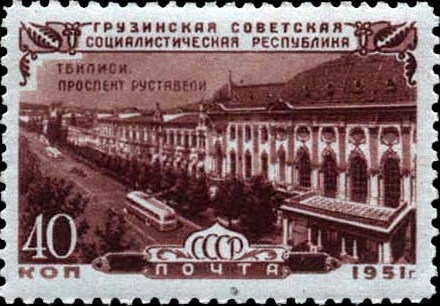
Почтовая марка СССР, 1951 год. 30 лет Грузинской ССР. Тбилиси. Проспект Руставели
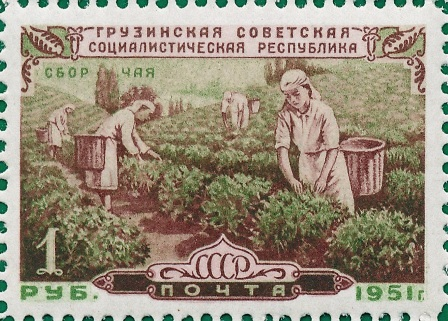
Почтовая марка СССР, 1951 год. 30 лет Грузинской ССР. Сбор чая
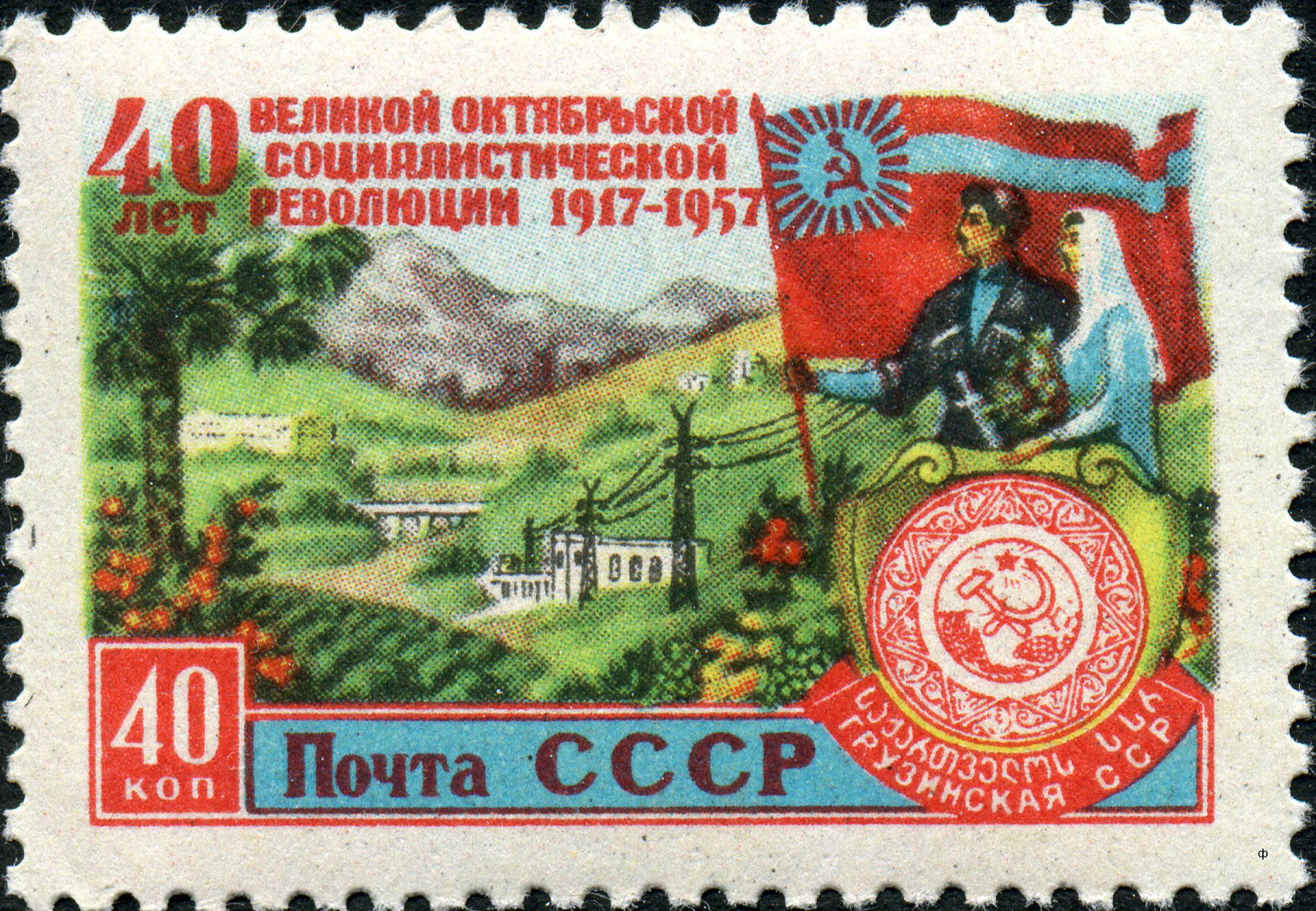
Почтовая марка СССР, 1957 год. 40 лет Октябрьской социалистической революции. Грузинская ССР
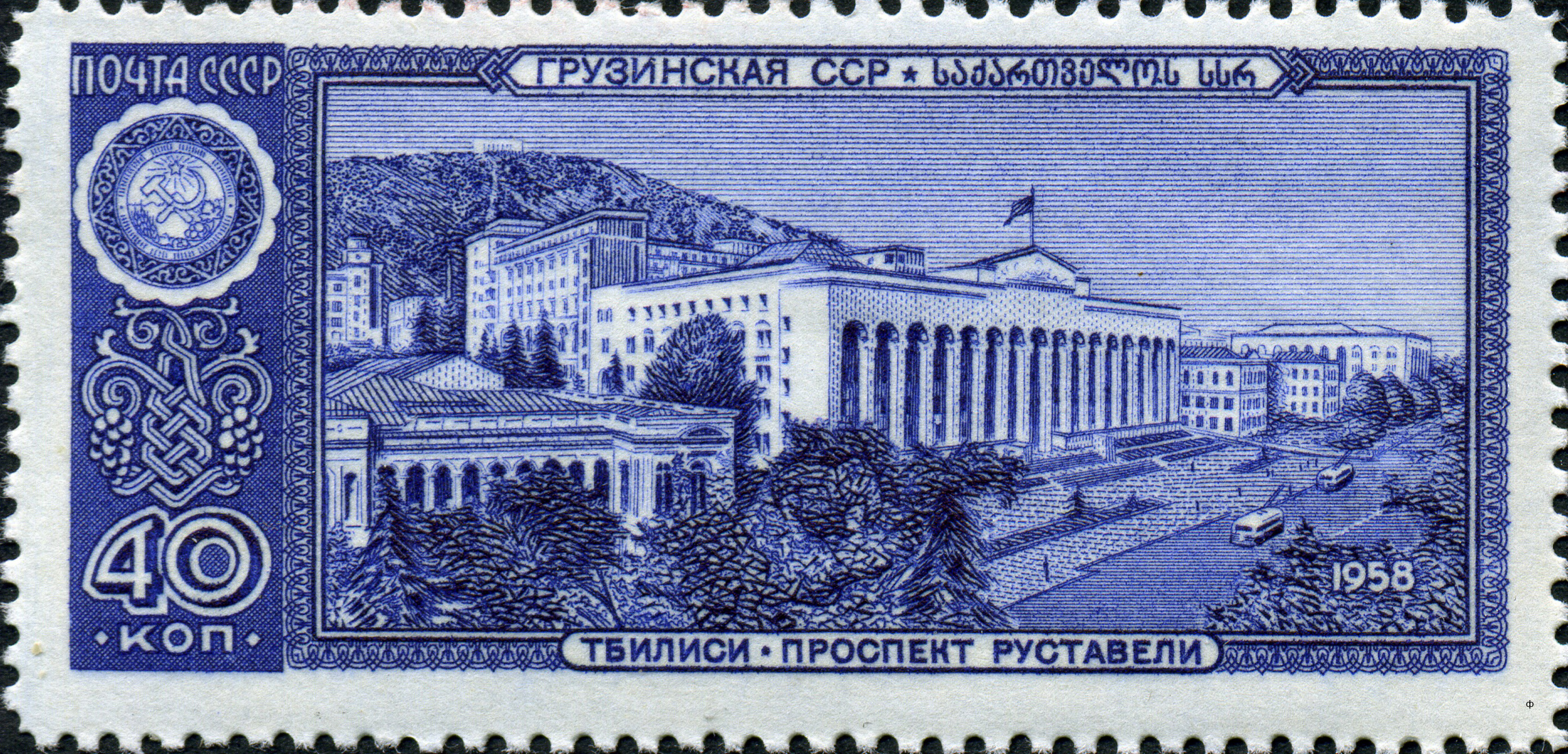
Почтовая марка СССР, 1958 год. Грузинская ССР. Тбилиси
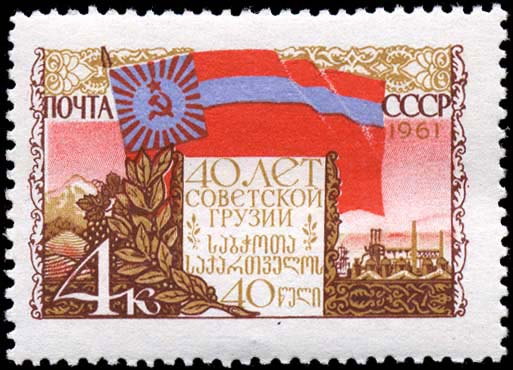
Почтовая марка, 1961 год. 40 лет Советской Грузии
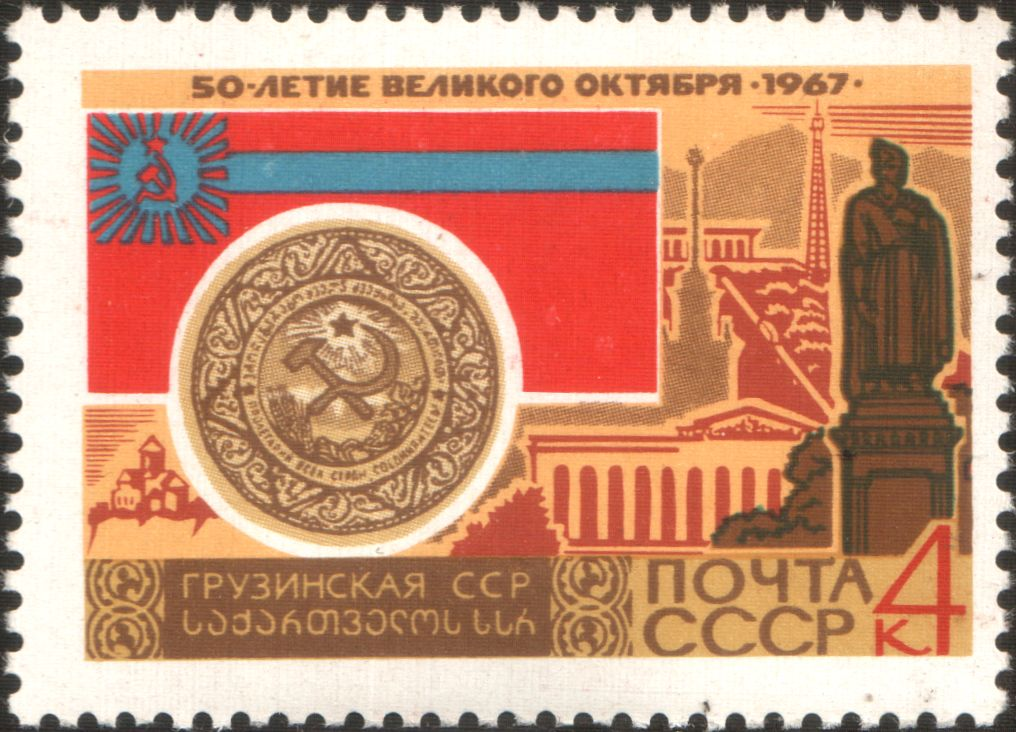
Почтовая марка 1967 год
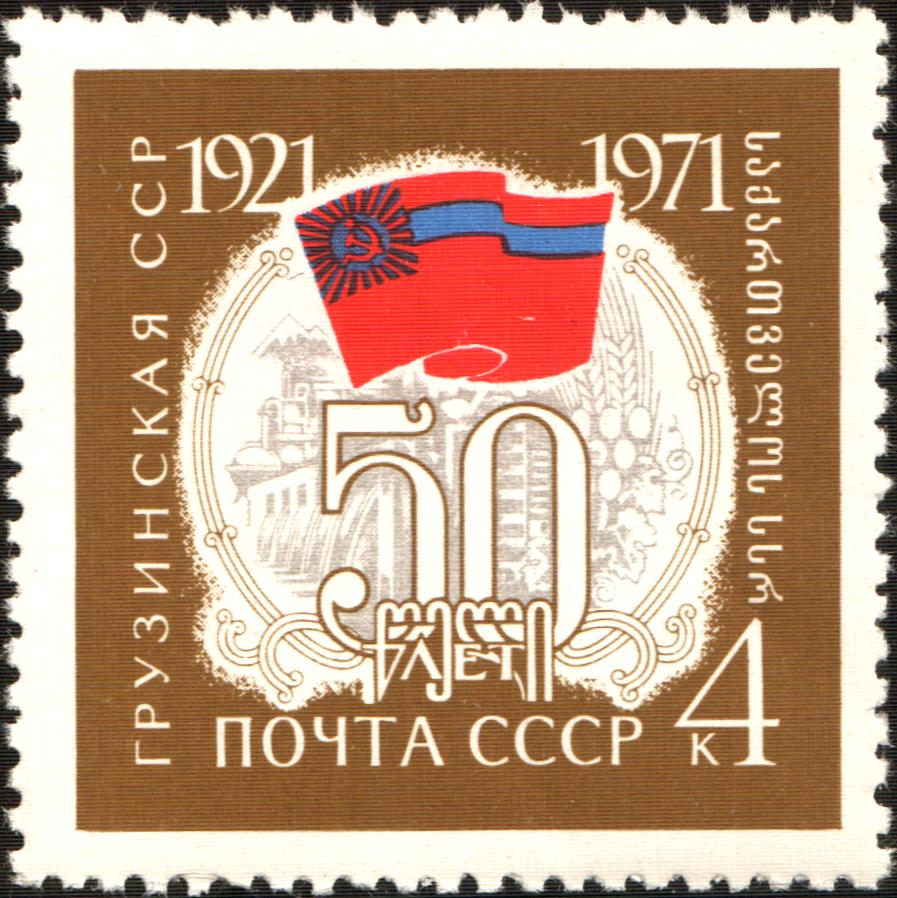
Почтовая марка 1970 год. 50 лет Грузинской ССР